# Chelsea Football Club (futebol feminino)
O Chelsea Football Club (futebol feminino) (em inglês: Chelsea F.C. Women; anteriormente Chelsea Ladies Football Club) é a equipe de futebol feminino do Chelsea desde 2004. No ano de 2010, foi um dos times fundadores da FA Women's Super League, a principal liga de futebol feminino da Inglaterra.

## História

### Início (1992-2005)
O Chelsea Ladies Football Club foi formado em 1992, depois que torcedores do Chelsea expressaram o desejo de um time feminino. Em junho de 2004, o Chelsea Ladies votou para ser assumido e financiado pelo Chelsea's Football no departamento comunitário. O clube então ganhou a promoção como campeão da Divisão Sul em 2004-05 para a Divisão Nacional da Premier League e tem participado no nível mais alto desde então.

### FA Premier League National Division (2005-2010)
Depois de começar 2005-06 com um ponto em seis jogos, o gerente George Michealas foi demitido em setembro após quatro anos no cargo. Eles terminaram em último lugar na liga naquela temporada sob Shaun Gore, mas ganharam um play-off de promoção / rebaixamento contra o Liverpool, vice-campeão da Divisão Norte , por 4–1 no total para permanecer na Premier League National Division. Durante a temporada, o clube foi vinculado a uma oferta de transferência para as estrelas norte-americanas Tiffeny Milbrett e Christine Sinclair.
Depois de um oitavo lugar em 2006-07, Gore convocou os jogadores da Inglaterra Siobhan Chamberlain, Casey Stoney e Eniola Aluko naquele verão. Vencedora da Copa do Mundo americana, Lorrie Fair, considerada uma das melhores meio-campistas no futebol feminino, juntou-se em janeiro quando o Chelsea terminou 2007-08 na quinta posição.
O Chelsea Ladies apresentou um novo técnico para a temporada 2008-09, o ex-técnico da equipe reserva do Arsenal Ladies, Steve Jones. Em 2 de julho de 2008, o Chelsea surpreendentemente contratou Lianne Sanderson e Anita Asante do Arsenal Ladies, além da veterana Mary Phillip. Em seguida, o técnico do Arsenal Ladies, Vic Akers, criticou seus ex-jogadores como desrespeitosos,  enquanto perseguia jogadores de outros clubes para reforçar seu próprio time.
O Chelsea Ladies terminou a temporada 2008-09 em terceiro, atrás do Arsenal e do Everton. Mary Phillip se aposentou um mês após o início da nova temporada, Eniola Aluko e Anita Asante partiram para a nova WPS em março de 2009, enquanto Lorrie Fair perdeu toda a campanha devido a uma lesão no ligamento cruzado sofrida em maio de 2008. Jones partiu como manager em janeiro de 2009, deixando Casey Stoney para atuar como jogador / treinador.
Por recomendação de Casey Stoney, Matt Beard se tornou o gerente para 2009-10. Cortes no financiamento do clube feminino foram compensados pela assistência financeira de John Terry e outros jogadores do Chelsea FC. Outro golpe chegou quando Lianne Sanderson saiu para a temporada 2010 WPS.

### FA Women's Super League (2011-presente)
O clube se candidatou com sucesso para ser um dos oito times fundadores da Super League Feminina da FA em março de 2011.  Em 13 de abril de 2011, o primeiro confronto da WSL foi disputado - em Imperial Fields, estádio do Chelsea - entre eles e o Arsenal , que perderam 0-1.  Beard levou o clube à final da FA Cup feminina pela primeira vez em 2012 , mas o Chelsea acabou sendo derrotado pelo Birmingham City em uma disputa de pênaltis depois de assumir a liderança por duas vezes em um empate 2-2. Em julho de 2012, Matt Beard renunciou ao cargo de gerente após três anos no cargo.
Ex-assistente do Arsenal, Emma Hayes foi contratada como técnica em 2012, sendo uma das primeiras mulheres na WSL. Na primeira temporada de Hayes no comando, o Chelsea, que ainda era um clube profissional em meio período,  terminou em terceiro na última posição da Liga. Na temporada seguinte, eles se saíram menos melhor para terminar em segundo da parte inferior. O clube posteriormente passou a tempo integral. Em maio de 2013, Edda Garðarsdóttir afirmou que a equipe não era permitida conversar com os jogadores da equipe masculina, a menos que eles iniciem a conversa.
A temporada de 2014 foi bem sucedida para o Chelsea, que terminou em segundo lugar na FA Women's Super League atrás do Liverpool no saldo de gols, após oito vitórias, dois empates e quatro derrotas. Uma vitória no último dia teria garantido o título da liga, mas eles perderam por 2-1 fora para o Manchester City . O segundo lugar significa que se qualificaram para a Liga dos Campeões Feminina pela primeira vez na história do clube. Eles também chegaram às semifinais das Taças FA e Continental, onde perderam para os dois vencedores, Arsenal e Manchester City, respectivamente.
Em 2015, foi anunciado que muitos dos jogadores do Chelsea se tornariam profissionais completos pela primeira vez.
Em 1º de agosto de 2015, o Chelsea venceu sua primeira FA Cup Feminina. Eles venceram o Notts County Ladies no Estádio de Wembley. Ji So-yun marcou o único gol aos 39 minutos, enquanto Eniola Aluko venceu o prêmio de melhor jogadora da partida. A equipe então venceu o Sunderland por 4-0 em outubro de 2015 para garantir o título da FA WSL e uma Liga e Copa " dobradinha ".  Chelsea repetiu esse feito na temporada 2017-18, ganhando outra dobradinha da FA WSL e da Women's FA Cup; na mesma temporada, a equipe também alcançou as semifinais da UEFA Women's Champions League pela primeira vez. Em 23 de maio de 2018, o clube foi rebatizado como Chelsea Football Club Women.
O Chelsea conquistou o título da WSL de 2019-2020 com base em pontos por jogo, após a temporada ter sido encerrada abruptamente devido à Pandemia de COVID-19.
O Chelsea e a treinadora Emma Hayes conquistaram seu quarto título da WSL, o máximo de qualquer equipe da WSL, por 2 pontos no último dia da temporada 2020-21, com uma vitória de 5-0 sobre Reading. O Chelsea quebrou os recordes de mais vitórias (18) e mais pontos (57) em uma temporada, e se tornou apenas o terceiro time a defender o título da Liga depois de Liverpool e Arsenal. A atacante do Chelsea, Sam Kerr ganhou a Chuteira de Ouro da WSL pela maioria dos gols marcados por um indivíduo (21), enquanto sua companheira de equipe Fran Kirby foi a melhor em assistências (11) e a goleira Ann-Katrin Berger registrou o maior número de gols sem sofrer golos (12), ganhando a luva de ouro. Dadas as suas performances notáveis ao longo da temporada e de uma equipe repleta de líderes, Suzzane Wrack do The Guardian afirmou que o Chelsea foi "o melhor time feminino de todos os tempos na primeira divisão da Inglaterra".  Em 16 de maio de 2021, o Chelsea, em curso para um quádruplo , perdeu por 4-0 para o Barcelona Femeni em sua primeira aparição final na Liga dos Campeões. Em 5 de dezembro de 2021, o Chelsea venceu a edição 2020–21 da FA Cup, derrotando o Arsenal por 3–0 em uma exibição dominante, com gols de Fran Kirb e dois de Sam Kerr. A vitória fez com que o Chelsea se tornasse a primeira equipe feminina inglesa na história a conseguir a quádrupla coroa nacional.

## Estádio
O Chelsea Women joga no Kingsmeadow em Norbiton, Kingston upon Thames, Londres. O Chelsea FC comprou Kingsmeadow  para a equipe feminina de seu antigo ocupante AFC Wimbledon, para que Wimbledon pudesse financiar seu novo campo, New Plough Lane.  Kingsmeadow tem capacidade para 4.850 (2.265 dos quais sentados).
Até 2017, a equipe jogou em casa no Wheatsheaf Park, casa do Staines Town Football Club. O estádio está localizado em Staines-upon-Thames, Middlesex e possui capacidade para 3.002 espectadores.
A equipe já jogou pelo Imperial Fields durante a temporada 2011-12, a casa do clube da Isthmian League, o Tooting & Mitcham United.

## Elenco
- Atualizado até 2 de dezembro de 2023

- Referências:[34]

Nota: Bandeiras indicam equipe nacional, conforme definido pelas regras de elegibilidade da FIFA. Os jogadores podem ter mais de uma nacionalidade não-FIFA.
| N.º |                | Posição | Jogador                |
| --- | -------------- | ------- | ---------------------- |
| 1   | Suécia         | G       | Zećira Mušović         |
| 2   | Estados Unidos | A       | Mia Fishel             |
| 3   | Países Baixos  | D       | Aniek Nouwen           |
| 4   | Inglaterra     | D       | Millie Bright (capitã) |
| 5   | País de Gales  | M       | Sophie Ingle           |
| 6   | Alemanha       | M       | Sjoeke Nüsken          |
| 7   | Inglaterra     | D       | Jess Carter            |
| 8   | Alemanha       | M       | Melanie Leupolz        |
| 9   | Estados Unidos | A       | Catarina Macario       |
| 10  | Inglaterra     | A       | Lauren James           |
| 11  | Noruega        | M       | Guro Reiten            |
| 12  | Canadá         | D       | Ashley Lawrence        |
| 13  | Chéquia        | M       | Kateřina Svitková      |
| 14  | Inglaterra     | A       | Fran Kirby             |
| 15  | França         | D       | Ève Périsset           |

| N.º |            | Posição | Jogador                 |
| --- | ---------- | ------- | ----------------------- |
| 17  | Canadá     | M       | Jessie Fleming          |
| 18  | Noruega    | D       | Maren Mjelde            |
| 19  | Suécia     | M       | Johanna Rytting Kaneryd |
| 20  | Austrália  | A       | Sam Kerr                |
| 21  | Inglaterra | D       | Niamh Charles           |
| 22  | Escócia    | M       | Erin Cuthbert           |
| 23  | Japão      | A       | Maika Hamano            |
| 24  | Inglaterra | G       | Hannah Hampton          |
| 26  | Canadá     | D       | Kadeisha Buchanan       |
| 28  | Sérvia     | M       | Jelena Čanković         |
| 29  | Inglaterra | D       | Jorja Fox               |
| 30  | Alemanha   | G       | Ann-Katrin Berger       |
| 33  | Inglaterra | A       | Aggie Beever-Jones      |
| 38  | Inglaterra | D       | Cerys Brown             |

## Títulos

### Competições nacionais

#### Títulos de liga
- FA Women's Super League (8): 2015, 2017–18, 2019–20, 2020–21, 2021-22, 2022-23, 2023-24, 2024-25

#### Títulos de copas
- Women's FA Cup (6):2015,2018, 2021,2022,2023,2025
- FA Women's League Cup (3):2020, 2021,2025
- Women's FA Community Shield (1): 2020

### Competições europeias
- Liga dos Campeões de Futebol Feminino da UEFA
  - Vice-campeão: 2020–21